# Croninia kingiana
Croninia es un género monotípico de plantas fanerógamas perteneciente a la familia Ericaceae. Su única especie: Croninia kingiana, es originaria de Australia.

## Taxonomía
Croninia kingiana  fue descrita por (F.Muell.) J.M.Powell y publicado en Nuytsia 9: 125. 1993.